# گری بنت (بازیکن فوتبال، زاده ۱۹۶۳)
گری بنت (انگلیسی: Gary Bennett؛ زادهٔ ۲۰ سپتامبر ۱۹۶۳) بازیکن فوتبال اهل بریتانیا است.
از باشگاه‌هایی که در آن بازی کرده‌است می‌توان به باشگاه فوتبال اسکلمرسال یونایتد، باشگاه فوتبال پرستون نورث اند، باشگاه فوتبال ترانمره راورز، باشگاه فوتبال ساوتند یونایتد، باشگاه فوتبال ویگان اتلتیک، و باشگاه فوتبال ورکسام اشاره کرد.